# Illja Ševcov
Illja Serhijovyč Ševcov (in ucraino Ілля Сергійович Шевцов?; 13 aprile 2000) è un calciatore ucraino, attaccante del Čornomorec'.

## Carriera

### Club
Cresciuto nel settore giovanile del Krystal Cherson, debutta in prima squadra il 22 luglio 2015 in occasione dell'incontro di Kubok Ukraïny vinto ai rigori contro il Real Farma Odessa. Nel dicembre 2016 firma con lo Šachtar dove gioca con la formazione Under-19; dopo aver trascorso la stagione 2018-2019 nuovamente in prestito al Krystal, nel luglio 2019 firma con il Desna Černihiv.
Il 18 ottobre 2020 debutta in Prem"jer-liha nel match perso 2-0 contro il Dnipro-1.

### Nazionale
Ha giocato nelle nazionali giovanili ucraine Under-17 ed Under-21.

## Statistiche

### Presenze e reti nei club
Statistiche aggiornate al 10 maggio 2025.
| Stagione                      | Squadra                       | Campionato                    | Campionato | Campionato | Coppe nazionali | Coppe nazionali | Coppe nazionali | Coppe continentali | Coppe continentali | Coppe continentali | Altre coppe | Altre coppe | Altre coppe | Totale | Totale |
| Stagione                      | Squadra                       | Comp                          | Pres       | Reti       | Comp            | Pres            | Reti            | Comp               | Pres               | Reti               | Comp        | Pres        | Reti        | Pres   | Reti   |
| ----------------------------- | ----------------------------- | ----------------------------- | ---------- | ---------- | --------------- | --------------- | --------------- | ------------------ | ------------------ | ------------------ | ----------- | ----------- | ----------- | ------ | ------ |
| 2015-2016                     | Krystal Cherson               | 2L                            | 24         | 2          | CU              | 2               | 0               |                    | -                  | -                  |             | -           | -           | 26     | 2      |
| 2016-2017                     | Krystal Cherson               | 2L                            | 12         | 2          | CU              | 0               | 0               |                    | -                  | -                  |             | -           | -           | 12     | 2      |
| 2018-2019                     | Krystal Cherson               | 2L                            | 12         | 5          | CU              | 1               | 0               |                    | -                  | -                  |             | -           | -           | 13     | 5      |
| Totale Krystal Kherson        | Totale Krystal Kherson        | Totale Krystal Kherson        | 48         | 8          |                 | 3               | 0               |                    | 0                  | 0                  |             | -           | -           | 51     | 8      |
| 2019-2020                     | Desna Černihiv                | PL                            | 0          | 0          | CU              | 0               | 0               |                    | -                  | -                  |             | -           | -           | 0      | 0      |
| 2020-mar. 2021                | Desna Černihiv                | PL                            | 7          | 1          | CU              | 1               | 0               |                    | -                  | -                  |             | -           | -           | 8      | 1      |
| Totale Desna Černihiv         | Totale Desna Černihiv         | Totale Desna Černihiv         | 7          | 1          |                 | 1               | 0               |                    | 0                  | 0                  |             | -           | -           | 8      | 1      |
| mar.-giu. 2021                | Inhulec'                      | PL                            | 8          | 2          | CU              | 0               | 0               | UEL                | 0                  | 0                  |             | -           | -           | 8      | 2      |
| Totale Inhulec                | Totale Inhulec                | Totale Inhulec                | 8          | 2          |                 | 0               | 0               |                    | 0                  | 0                  |             | -           | -           | 8      | 2      |
| 2021-2022                     | Desna Černihiv                | PL                            | 10         | 0          | CU              | 0               | 0               |                    | -                  | -                  |             | -           | -           | 10     | 0      |
| Totale Desna Chernihiv        | Totale Desna Chernihiv        | Totale Desna Chernihiv        | 10         | 0          |                 | 0               | 0               |                    | 0                  | 0                  |             | -           | -           | 10     | 0      |
| 2022                          | Charlotte Independence        | USL                           | 22         | 3          | USOC            | 0               | 0               |                    | -                  | -                  |             | -           | -           | 22     | 3      |
| Totale Charlotte Independence | Totale Charlotte Independence | Totale Charlotte Independence | 22         | 3          |                 | 0               | 0               |                    | 0                  | 0                  |             | -           | -           | 22     | 3      |
| 2024-2025                     | Čornomorec'                   | PL                            | 12         | 1          | CU              | 0               | 0               |                    | -                  | -                  |             | -           | -           | 12     | 1      |
| Totale Cornomorets            | Totale Cornomorets            | Totale Cornomorets            | 12         | 1          |                 | 0               | 0               |                    | 0                  | 0                  |             | -           | -           | 12     | 1      |
| Totale carriera               | Totale carriera               | Totale carriera               | 108        | 16         |                 | 4               | 0               |                    | 0                  | 0                  |             | -           | -           | 111    | 16     |

## Palmarès

### Individuale
- Capocannoniere della Prem"jer-liha Under-21: 1

2019-2020